# Jonathan Carl Zenker
Pour les articles homonymes, voir Zenker.
Jonathan Carl Zenker est un naturaliste allemand (tant botaniste que zoologiste) né le 1er mars 1799 à Sundremda (Saalfeld-Rudolstadt) et décédé le 6 novembre 1837 à Leipzig.

## Biographie
Il fait des études de théologie à l'université d'Iéna. Il poursuit par des études de médecine et de chirurgie. Il passe son doctorat de médecine sur la base de sa thèse Batrachomyologia. En 1828, il devient professeur de botanique et d'histoire naturelle à la faculté de Philosophie de l'université d'Iéna. En 1933, il est nommé à la Kaiserlich Leopoldinisch-Carolinische Deutsche Akademie der Naturwissenschaftler (Académie impériale Léopold-Carol de Sciences Naturelles - Leopoldina) de Halle. En 1836, il devient professeur en titre à la faculté de médecine d'Iéna.
Son travail couvre un champ particulièrement vaste : outre la botanique, il s'est intéressé à la zoologie, à la paléontologie et à la parasitologie.

## Principales publications
- avec David Nathanael Friedrich Dietrich (1799-1888) - Musci Thuringici: vivis exemplaribus exhibuerunt et illustraverunt, 1821–1823
- Parasitae corporis humani internae seu vermes intestinales hominis - Leipzig, 1827
- Das thierische Leben und seine Formen. Ein zoologisches Handbuch zum Gebrauch academischer Vorlesungen und zum Selbststudium - Jena, 1828
- Die Pflanzen und ihr wissenschaftliches Studium überhaupt : ein botanischer Grundriss zum Gebrauche academischer Vorträge und zum Selbststudium - Eisenach : J.F. Bärecke, 1830
- De Gammari pulicis Fabr. historia naturali atque sanguinis circuitu commentatio - Jena : F. Mauke, 1932
- Beiträge zur Naturgeschichte der Urwelt. Organische Reste (Petrefacten) aus der Altenburger Braunkohlen-Formation, dem Blankenburger Quadersandtein, jenaischen bunten Sandstein und Böhmischen Übergangsgebirge - Jena, 1833
- Zwei neue fossile Corallenarten, Jena : Nova Acta Acad. Leop. Car. Nat. Cur. Tom. XVII, 1835 (deux nouveaux coraux fossiles -  Lithodendron stellariaeforme et Syringites imbricatus)
- Plantae indicae, quas iu montibus coimbaturicis coeruleis, Nilagiri s. Neilgherries dietis, collegit rev. Bernhardus Schmid. - Jena, 1835
- Naturgeschichte schädlicher Thiere. Versuch einer naturhistorischen Darstellung der für Oekonomie, Gärtnerey und Forstwirthschaft wichtigsten schädlichen Thiere Deutschlands, nebst den zweckmässigsten Mitteln zu ihrer Vertilgung oder Vertreibung - Leipzig, 1836 Numérisé par Google
- avec Diederich Franz Leonhard von Schlechtendal, Christian Eduard Langethal et Ernst Schenk - Flora von Thüringen und den angrenzenden provinzen - volumes multiples - Jena : F. Mauke, 1836-1855

## Dédicaces
Un genre de la famille des Poacées, Zenkeria, lui a été dédié (ainsi que deux genres homonymes illégaux des familles des Fabacées et des Bignoniacées. Plus de deux cents espèces de plantes lui ont été dédiées, telles que Anisotes zenkeri ou Pierrina zenkeri, ainsi que de nombreuses espèces d'animaux dont l'écureuil volant de Zenker - Idiurus zenkeri.